# Arkadiusz Muś
Arkadiusz Muś – polski przedsiębiorca, miliarder. Twórca grupy Press Glass. Założyciel Fundacji Wolności Gospodarczej.
W 2023 roku sklasyfikowany na 10. miejscu Listy 100 Najbogatszych Polaków tygodnika „Wprost”. Jego majątek oszacowano na kwotę 4,9 mld zł.

## Życiorys
W 1988 roku ukończył stacjonarne studia magisterskie na Wydziale Prawa i Administracji Uniwersytetu Śląskiego w Katowicach. W latach 1989–1991 pracował w prokuraturze.

### Działalność w biznesie
W listopadzie 1992 roku przejął 100% udziałów w firmie Press-Glass produkującej szyby zespolone od polsko-szwedzkiego joint venture. W 1994 roku kupił halę 1800 m kw. w Nowej Wsi, która stanowiła podwaliny pod kolejne zakłady produkcyjne. W kolejnych latach sukcesywnie rozbudowywał Press Glass otwierając kolejne zakłady produkcyjne w Polsce: Tychy (2002), Tczew (2004), Radomsko (dwa zakłady: w 2008 oraz 2015) oraz Miętno (2018).
Pierwszą zagraniczną spółkę otworzył w 2014 roku w Chorwacji, a w 2015 roku zakończono budowę zakładu produkującego szyby zespolone w miejscowości Varaždin. W 2015 roku przejął 100% akcji spółek należących do grupy Glass Systems posiadającej cztery fabryki produkcyjne na terenie Wysp Brytyjskich: Port Talbot, Swansea, Cardiff, Peterborough. W 2017 roku przejął kolejne dwa zakłady od grupy Pilkington, zlokalizowane w Cumbernauld i Barnsley. W 2017 roku wykupił 100% kapitału akcyjnego amerykańskiej firmy Glass Dynamics Inc. z siedzibą w Stoneville, która w 2018 roku zmieniła swoją nazwę na Press Glass, Inc. W 2020 roku powstał drugi zakład w Stanach Zjednoczonych, w miejscowości Ridgeway, specjalizujący się w produkcji szkła fasadowego. W roku 2021 Arkadiusz Muś założył spółkę Press Glass UAB na Litwie. W 2022 roku powstał tam nowoczesny, wysoce zautomatyzowany zakład produkujący szyby zespolone na rynek okienny. Press Glass Holding SA ma 12 zakładów produkcyjnych w Europie oraz Ameryce Północnej.
Arkadiusz Muś jest udziałowcem w firmie Euroglas Polska (Ujazd) będącej częścią szwajcarskiej grupy Glas Trösch. W wyniku współpracy w 2009 roku powstała jedna z najnowocześniejszych hut szkła płaskiego w Europie, która w 2019 roku została rozbudowana o druga linię produkcyjną. 

### Działalność społeczno-polityczna
W latach 1995–2000 należał do partii konserwatywno-liberalnej Ruch Stu. Był zaangażowany w kampanię wyborczą Andrzeja Olechowskiego. Był również uczestnikiem inicjatyw i partii politycznych takich jak Ruch Palikota i Nowoczesna. Od 2010 roku zasiada w Radzie Fundacji Forum Obywatelskiego Rozwoju FOR. Od 2019 roku jest członkiem Komisji Trójstronnej, a w latach 2020-2023 był członkiem Rady Gospodarczej – Zespołu Doradców ds. Gospodarczych przy Marszałku Senatu RP.
W roku 2021 roku założył Fundację Wolności Gospodarczej. Jej misją jest inwestowanie w najbardziej wartościowe inicjatywy na rzecz wolności gospodarczej i tworzenie przestrzeni współpracy i integracji zwolenników wolnego rynku. Fundacja skupia się na czterech filarach, tj. liberalizm gospodarczy, edukacja obywatelska, demokratyczne państwo prawa, oraz Polska w UE i strefie euro.
W 2021 roku Press Glass przystąpiła do Klubu Partnerów Szkoły Głównej Handlowej w Warszawie1.
Portale takie jak m.i.n Rzeczpospolita mówią o tym, że Arkadiusz Muś planuje założyć liberalną partie polityczną..

## Golf
Arkadiusz Muś jest właścicielem 18-dołkowego pola golfowego klasy mistrzowskiej „Rosa Golf Club”, znajdującego się w Konopiskach koło Częstochowy.